# Чжан Чжихэ, Филипп
Филипп Чжан Чжихэ (кит. 張志和 斐理, 1880 — 9 июля 1900, Тайюань) — святой Римско-Католической Церкви, семинарист, мученик.

## Биография
В 1887 году, в возрасте 7 лет Филипп Чжан Чжихэ поступил в начальную духовную семинарию. Через некоторое время был переведён в семинарию в Тайюань. Во время ихэтуаньского восстания боксёров семинария, в которой учился Филипп Чжан Чжихэ, была закрыта и обучающиеся в ней семинаристы вернулись домой. Однако четыре семинариста остались в здании семинарии; среди них был Чжан Чжихэ, который вскоре был арестован вместе с епископами Григорием Марией Грасси, Франциском Фоголлой и Элиасом Факкини, тремя священниками, семью монахинями, семью семинаристами и десятью мирянами, которые помогали европейским миссионерам. Также в это же время были арестованы протестантские миссионеры вместе со своими семьями.
9 июля 1900 года Чжан Чжихэ был казнён вместе с другими двадцатью шестью арестованными.

## Прославление
Филипп Чжан Чжихэ был беатифицирован 24 ноября 1946 года Римским Папой Пием XII вместе с епископом Григорием Марией Грасси и канонизирован 1 октября 2000 года Римским Папой Иоанном Павлом II вместе с группой 120 китайских мучеников.
День памяти в Католической Церкви — 9 июля.

## Источник
- George G. Christian OP, Augustine Zhao Rong and Companions, Martyrs of China, 2005, стр. 33 (недоступная ссылка)  (англ.)